# San Polo (Venedig)

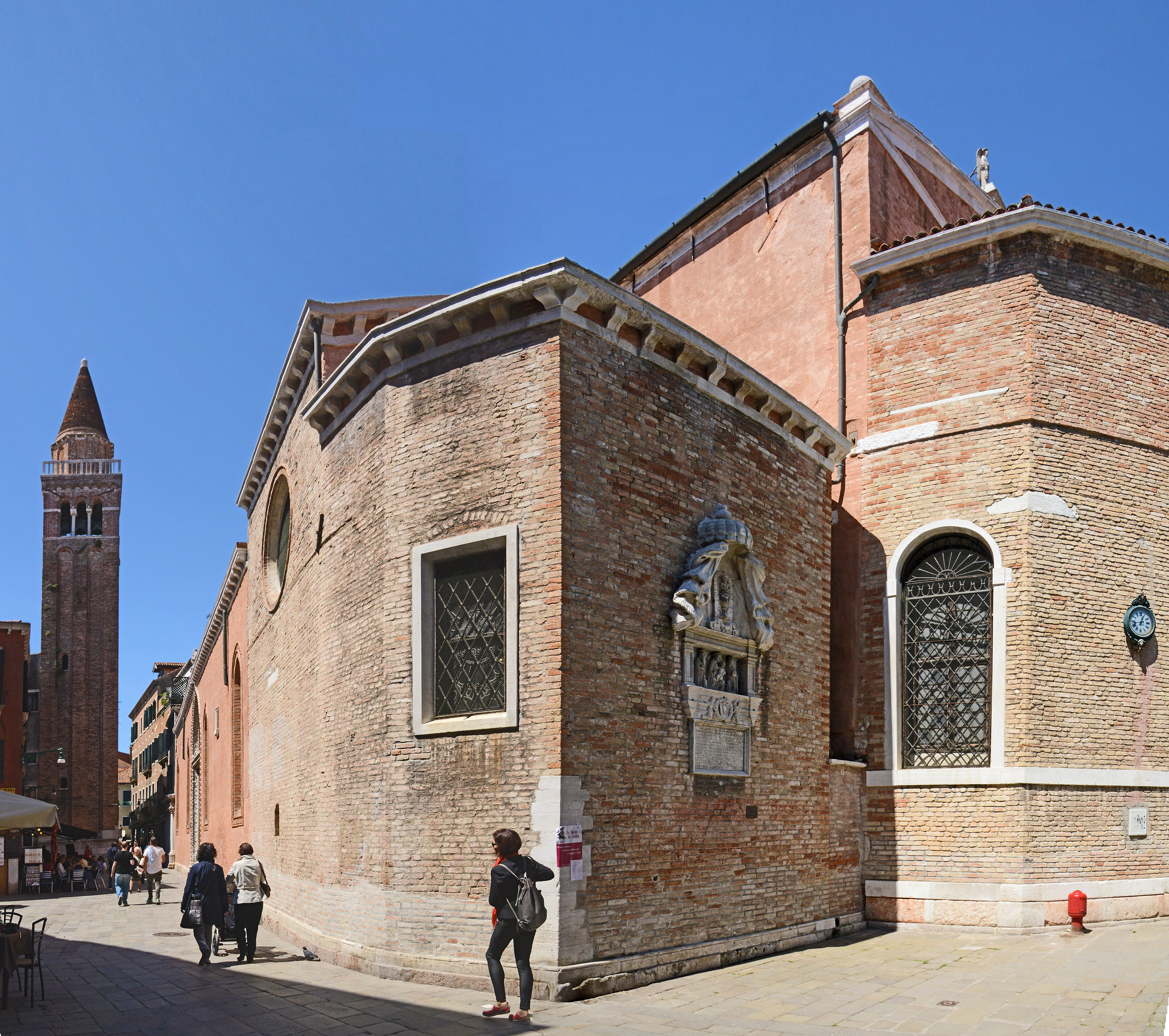
Außenansicht mit Campanile (Glockenturm), Blick vom Campo San Polo Richtung Süden

San Paolo apostolo, meist San Polo genannt, ist eine Kirche im venezianischen Sestiere San Polo. Das Bauwerk befindet sich an der Südostseite des ebenfalls nach dem Apostel benannten Platzes, des Campo San Polo. Die Kirche war bis 1810 eine der Gemeindekirchen, untersteht aber seither der Frari-Kirche.

## Geschichte

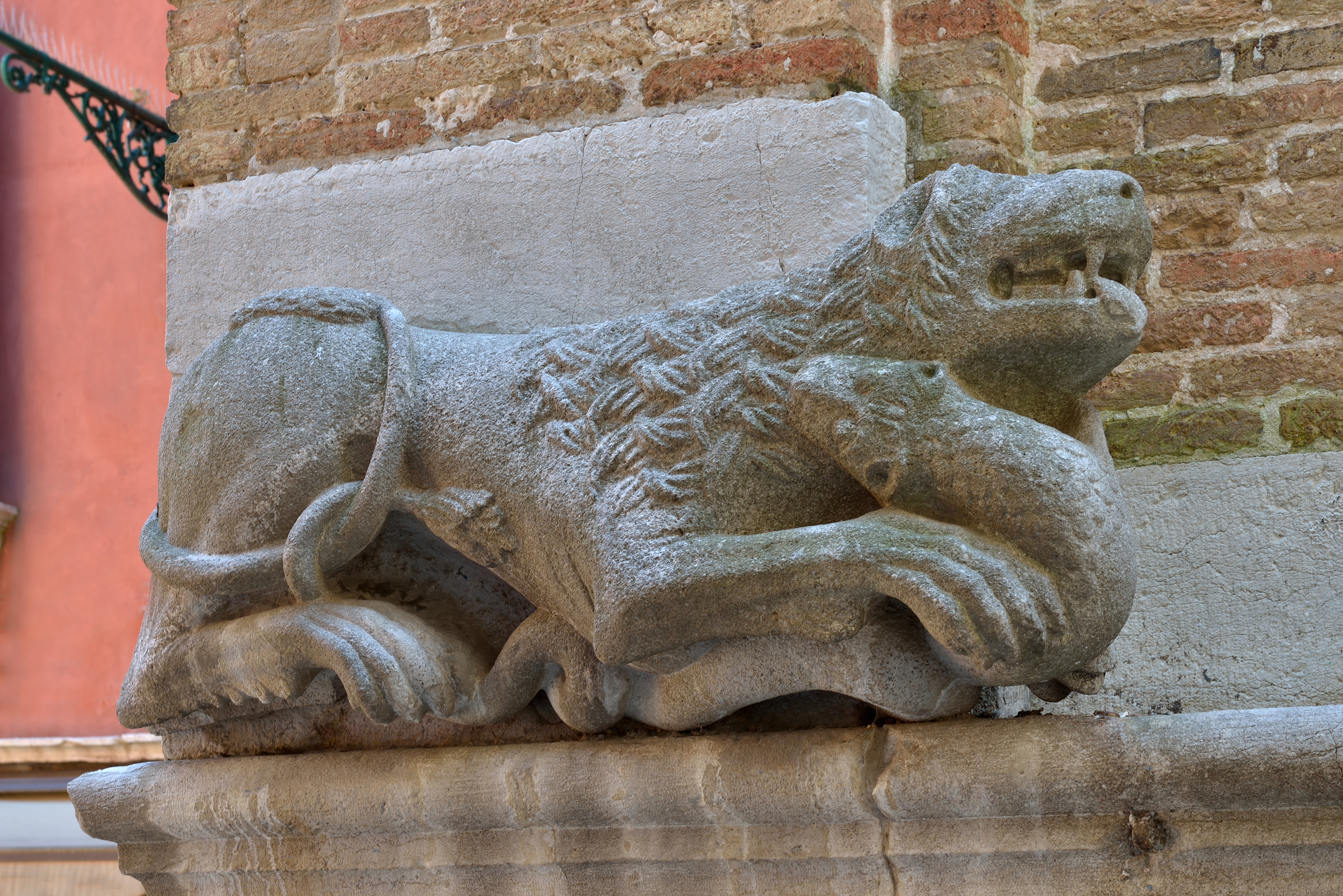
Der linke der beiden Löwen an der Außenfassade hält eine Schlange

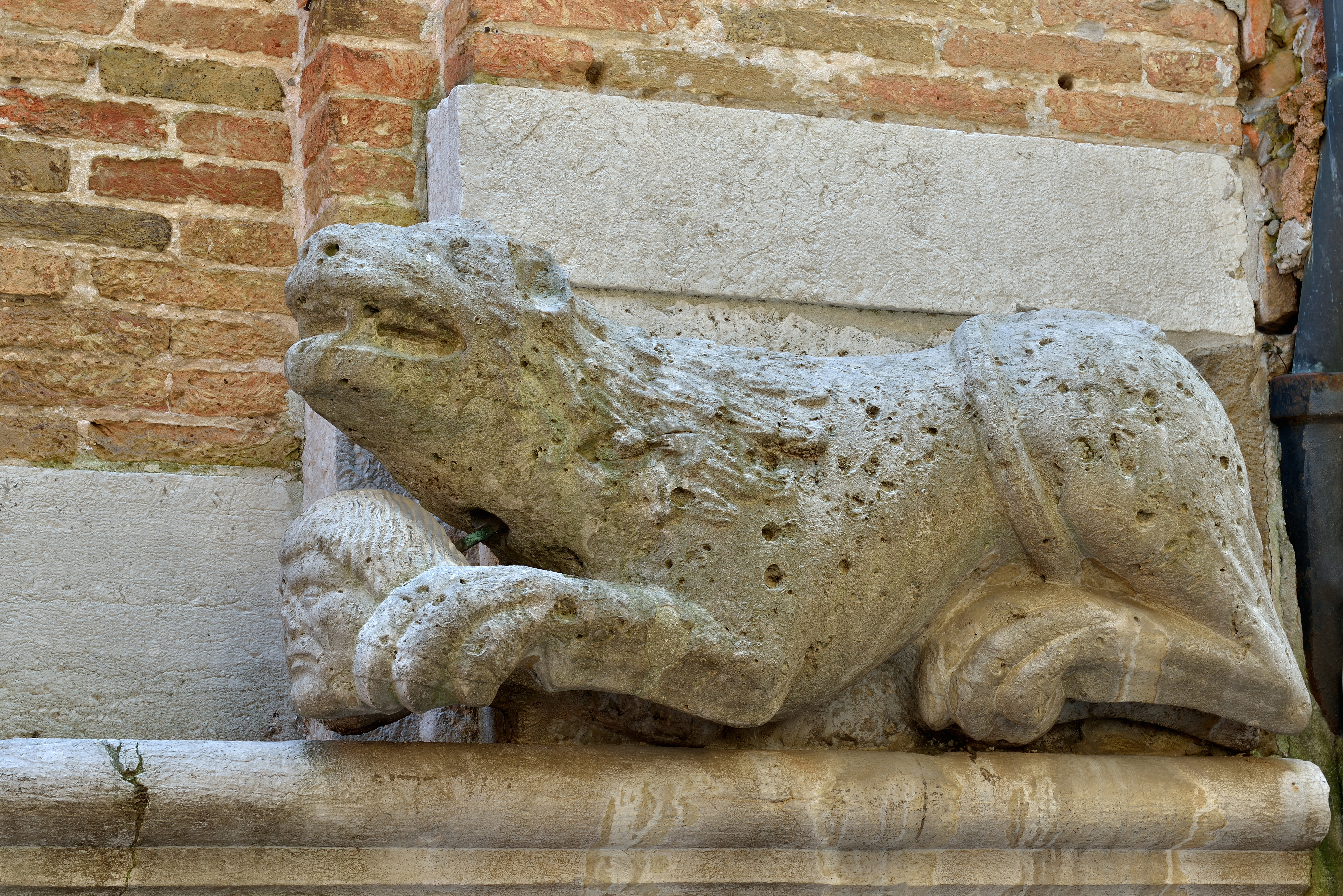
… der rechte ein menschliches Haupt.

Der Überlieferung nach entstand die veneto-byzantinische Kirche zu Anfang des 9. Jahrhunderts, entweder unter dem Dogen Pietro Tradonico oder unter Orso I. Particiaco. Als legendäres Gründungsdatum gilt das Jahr 837. Der Glockenturm entstand 1362. Über dem Eingang befinden sich zwei Markuslöwen, von denen einer eine Schlange in seinen Pranken hält, der andere ein menschliches Haupt. Der Legende nach erinnert das Werk entweder an das tragische Ende des Dogen Marino Falier (1355) oder aber an das Ende des Condottiere Francesco Bussone da Carmagnola (1432).
Im Gegensatz zu den meisten Kirchen Venedigs wurde San Polo nie durch massive Umbauten an den jeweiligen zeitbedingten Stil angepasst. Hingegen wurden Einzelelemente hinzugefügt, wie das gotische Seitenportal mit seinem Gesimsband und seiner floralen Ornamentik. Hinzu kam in dieser Zeit der Spitzbogen im Seitenschiff und die Rosette. 1586 wurde die große Apsis aus dem Mitteln des Giovanni Soranzo restauriert.
Ab etwa 1799 bis 1804 kam es unter Leitung von David Rossi zu erheblichen Eingriffen. So wurden die Säulen des Hauptschiffes durch ionische Säulen ersetzt und an verschiedenen Stellen klassizistische Elemente eingebracht. Die Apsis wurde auf halboktogonalem Grundriss neugebaut und gewölbte Fenster eingefügt. Spätere Restauratoren haben andere Elemente des 18. und 19. Jahrhunderts soweit möglich wieder entfernt.

## Ausstattung
Rechts zwischen den Sakristeifenstern befinden sich zwei Hochreliefs aus dem 14. Jahrhundert, die Madonna auf dem Thron mit dem Kind und den Heiligen Petrus und Paulus einerseits und darüber die Taufe Christi. In der Höhe der Mittelapsis entstand 1804 eine neoklassizistische Nische, die eine attische Marmorstatue des 4. Jahrhunderts v. Chr. umrahmt, in die in der ersten Hälfte des 15. Jahrhunderts Haupt und Gliedmaßen des hl. Paulus eingearbeitet wurden. Auf der Spitze des dahinter liegenden Daches erhebt sich eine Statue des 13. Jahrhunderts. Sie stellt einen Engel mit einem Weihrauchgefäß dar. An der Außenwand der Apsis (drinnen befindet sich die Kapelle des Allerheiligsten) wurden zwei weitere Hochreliefs angebracht: Aus dem frühen 16. Jahrhundert stammt die Madonna mit dem Kind und Gläubigen. Über der Ädikula öffnet sich ein Vorhang des Jahres 1702 über einem Baldachin.

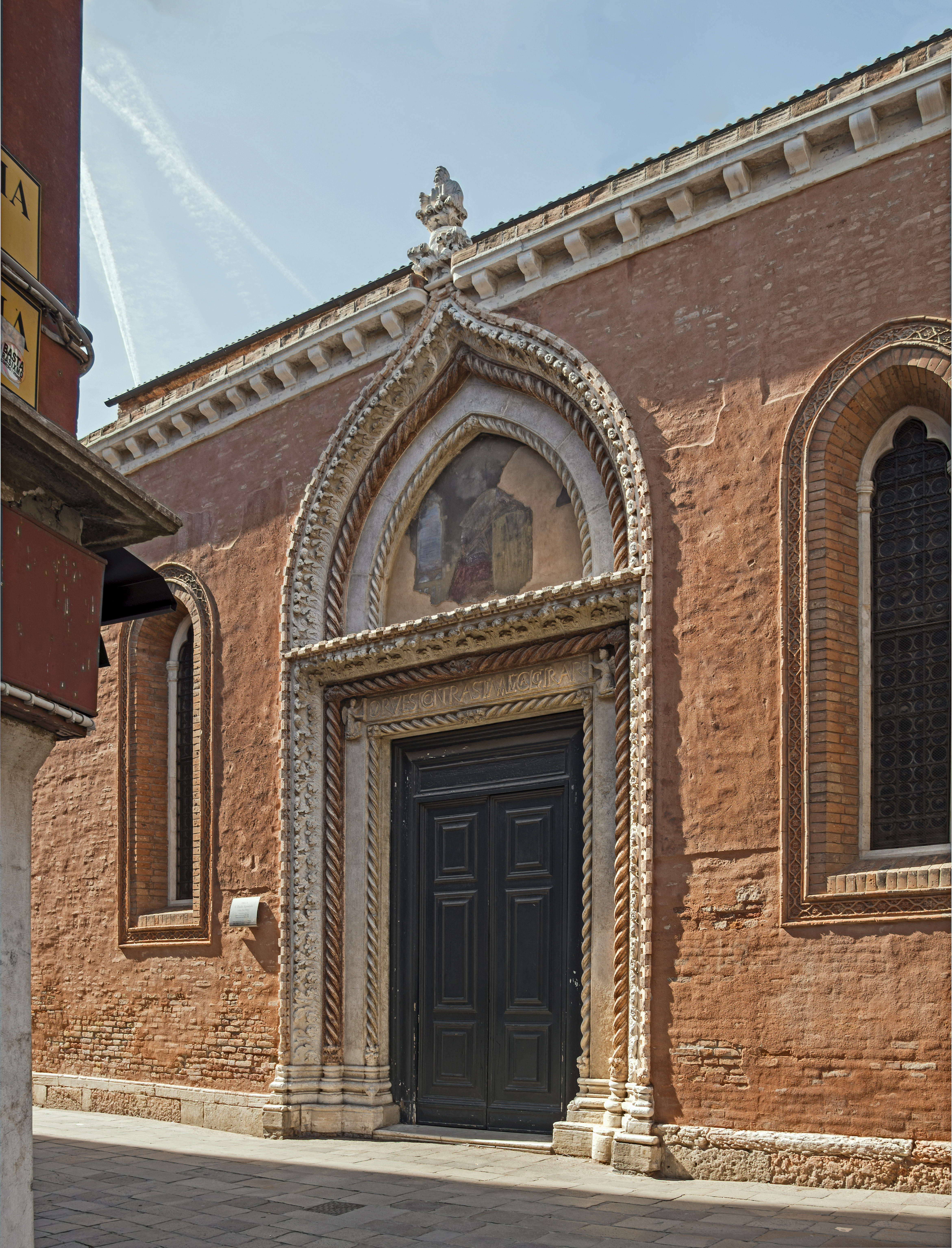
Ostflanke der Kirche zur Salizada

Der Haupteingang, der durch eine prächtige, gotische Rahmung betont wird, befindet sich an der Salizada, die vom Campo südwärts führt, und die deshalb so heißt, weil sie schon früh gepflastert wurde. Durch den Haupteingang betritt man eine Kirche mit dreischiffigem basilikalem Grundriss.
An der Wand zur Linken des Haupteingangs befindet sich ein Letztes Abendmahl von Jacopo Tintoretto, der hier auch am Altarbild des Hauptaltars 1576–77 die Himmelfahrt Mariens und Heilige erschuf; auch die Pala des Hauptaltars wird seiner Werkstatt zugeschrieben. Darüber hinaus birgt die Kirche Werke von Paolo Piazza (1560–1620): San Silvestro tauft Kaiser Konstantin und Gebet des hl. Paulus; hinzu kommt von Jacopo Guarana das Sacro Cuore di Gesù.
Der Altar in der linken Apsidenkapelle trägt das Sposalizio della Vergine von Paolo Veronese, das Presbyterium Arbeiten von Jacopo Palma dem Jüngeren (darunter Übergabe der Schlüssel an den hl. Petrus, die Bekehrung des Paulus und die Versuchung des Sant'Antonio abate). Dort befinden sich auch die beiden Bronzestatuen von Alessandro Vittoria San Paolo und Sant'Antonio abate.
Im Hauptschiff befinden sich Arbeiten eines unbekannten Künstlers des 19. Jahrhunderts, die die Evangelisten darstellen, dazu Szenen aus dem Leben des Paulus. Auch der Meister, der das Kruzifix des Hauptaltars schuf ist ebenso unbekannt, wie der Erschaffer der Gemälde im rechten Seitenschiff. Die Madonna mit Kind wird Pietro Zandomeneghi zugeschrieben.
An der Decke findet sich eine Gloria degli angeli und eine Resurrezione di Cristo von Giandomenico Tiepolo. Hingegen wird die Pala La Vergine Giambattista Tiepolo zugeschrieben. Der Johannes Nepomuk wurde der Kirche mitsamt den dazugehörigen Reliquien durch den polnischen König August III. gestiftet.
An der Hauptaltarseite befindet sich die Cappella del Santissimo mit Werken von Giuseppe Porta, genannt Salviati (ca. 1520-ca. 1575): Kreuztragung Christi (Gang zum Kalvarienberg), Kreuzesabnahme, Christus im Olivenhain und Die Fußwaschung. Die Deckenfresken stammen von Gioacchino Pozzoli.

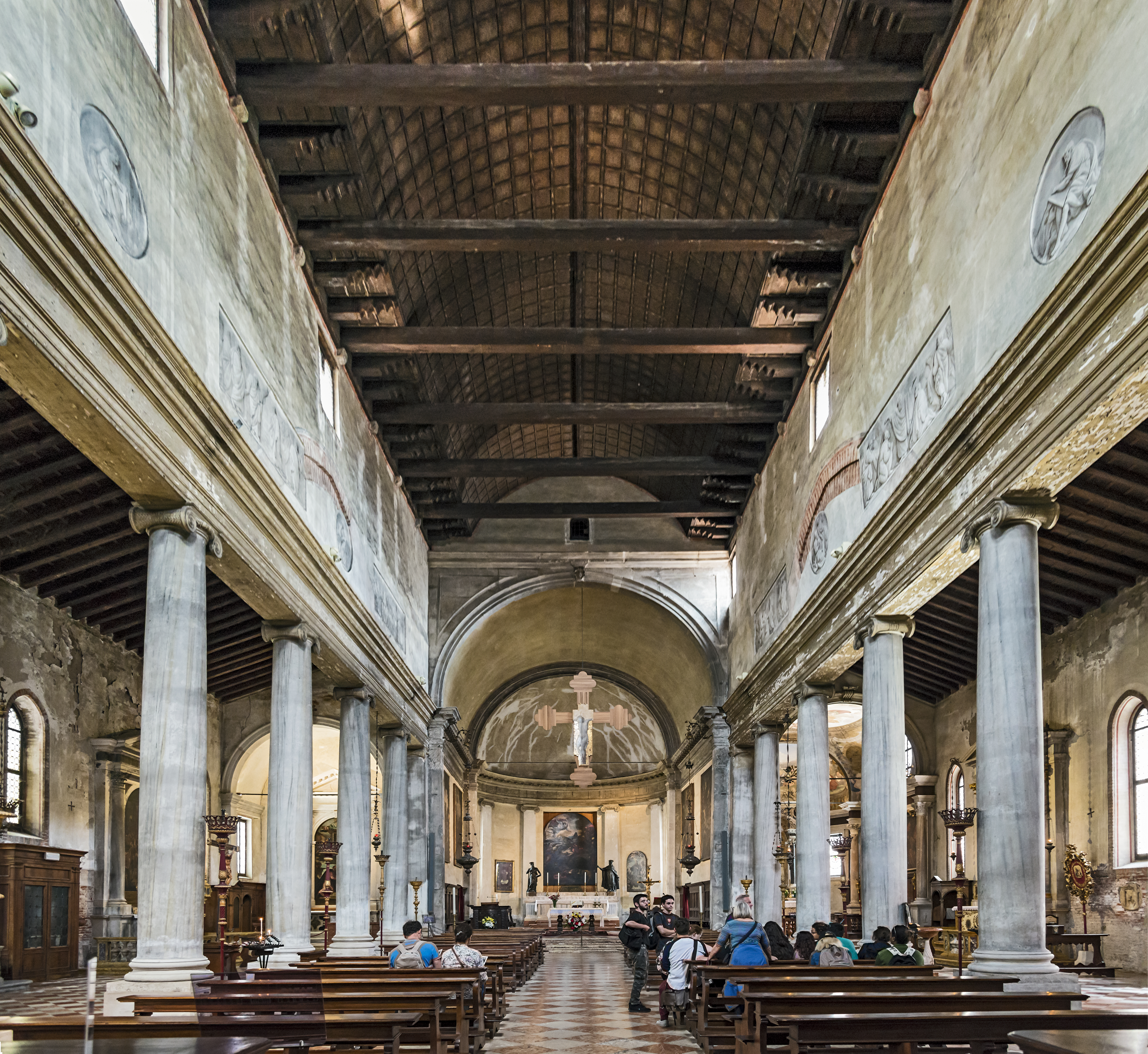
Innenansicht
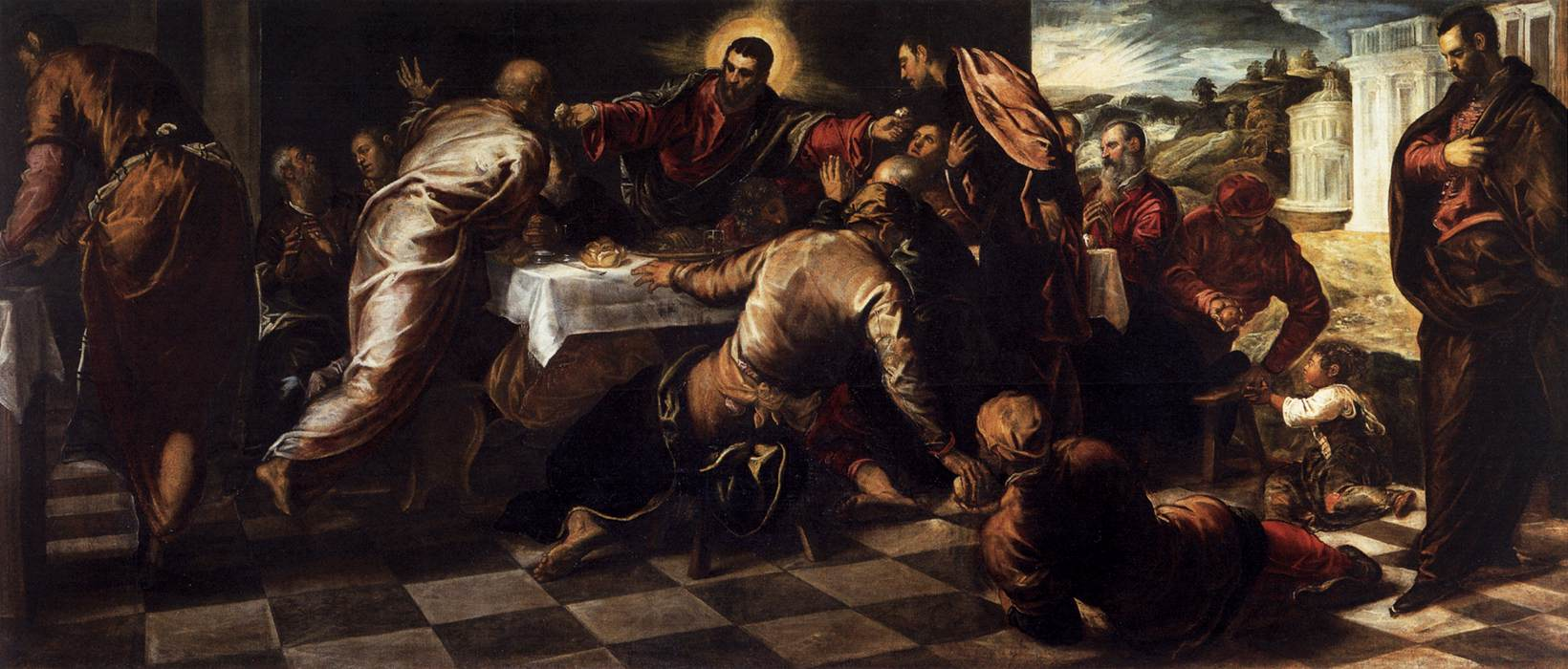
Letztes Abendmahl von Jacopo Tintoretto
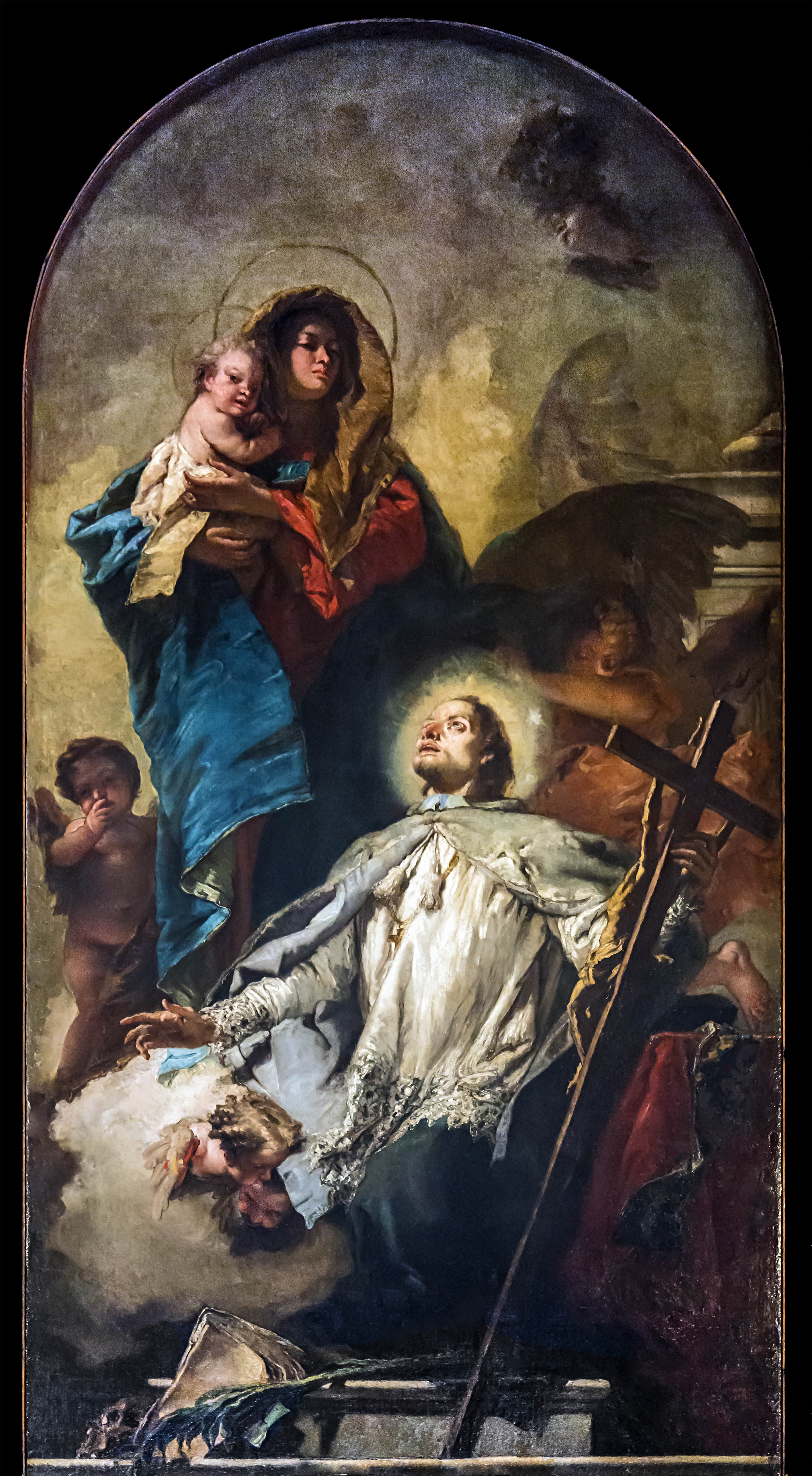
Pala La Vergine Giambattista Tiepolo

Das Kruzifix-Oratorium
Das Kruzifix-Oratorium, das einen gotischen Vorraum ersetzte, durch den man bis dahin die Kirche betreten konnte, entstand nach 1505. Giandomenico Tiepolo schuf hier einen 14-teiligen Bilderzyklus über die Via Crucis (1747–49). Weitere Werke von  Tiepolo in dieser Kapelle sind: San Filippo Neri, San Giovanni Nepomucieno, die Santi Elena e Macario und San Vincenzo Ferreri.

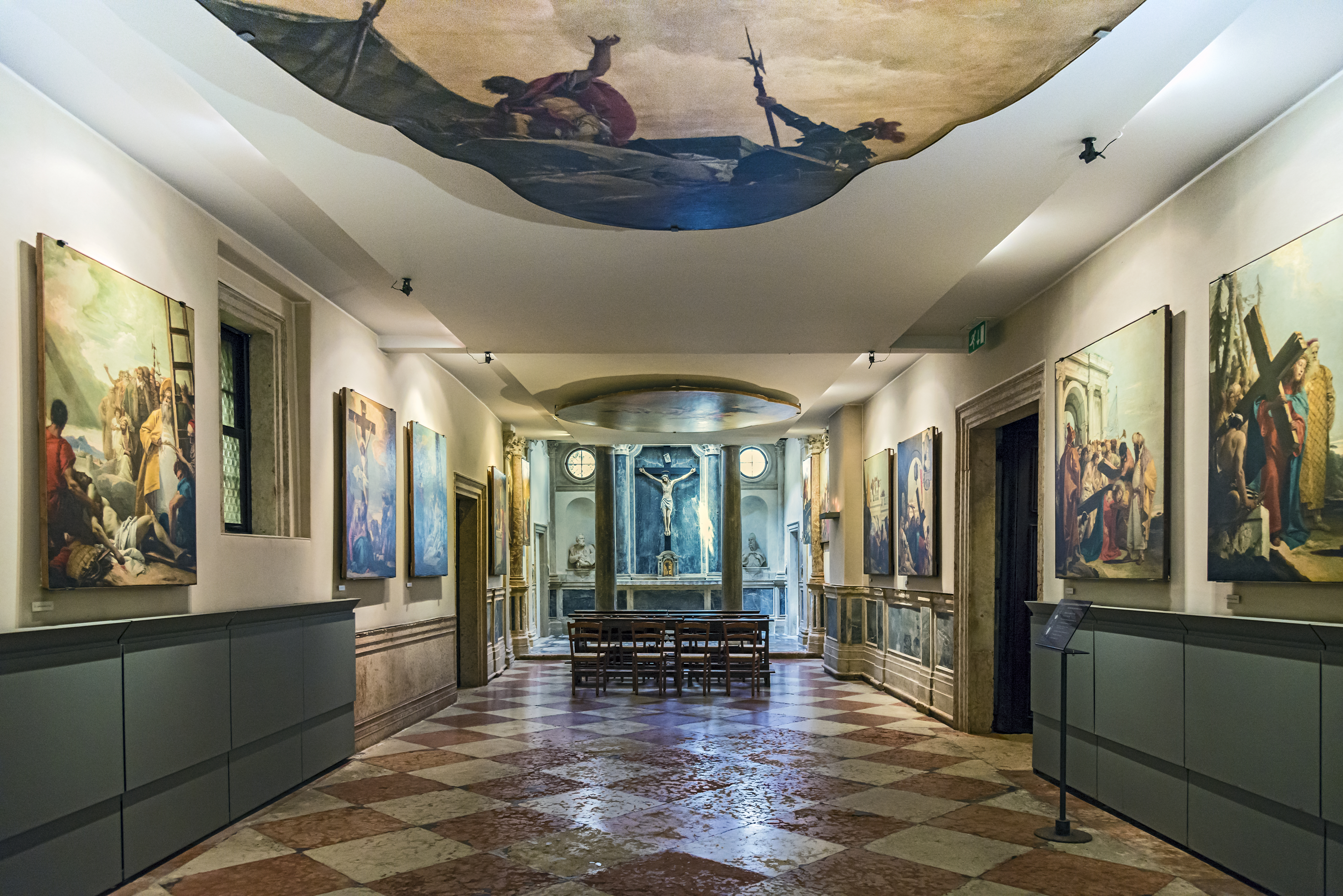
Das Kruzifix-Oratorium

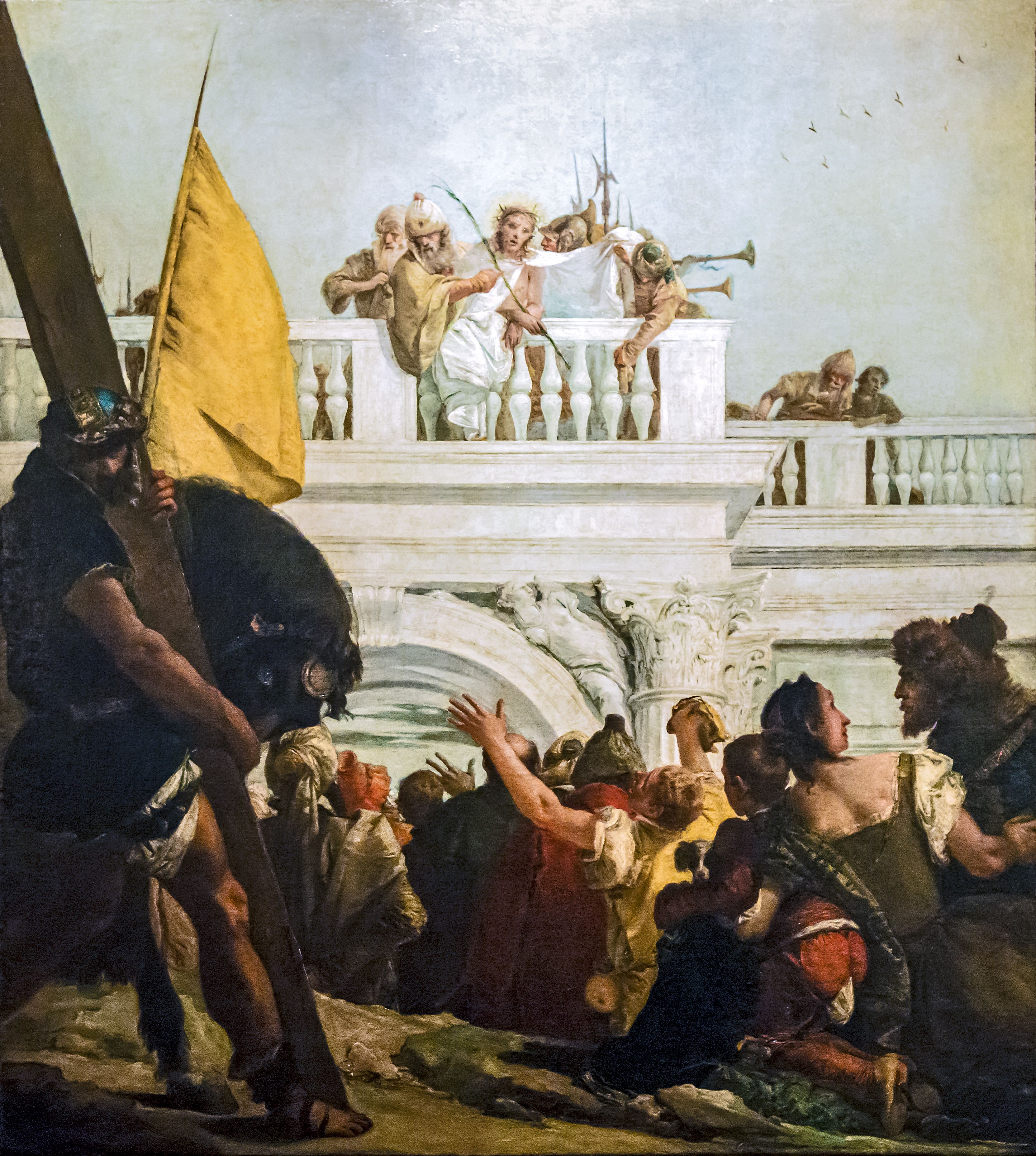
Via Crucis I Jesus wird zum Tode verurteil
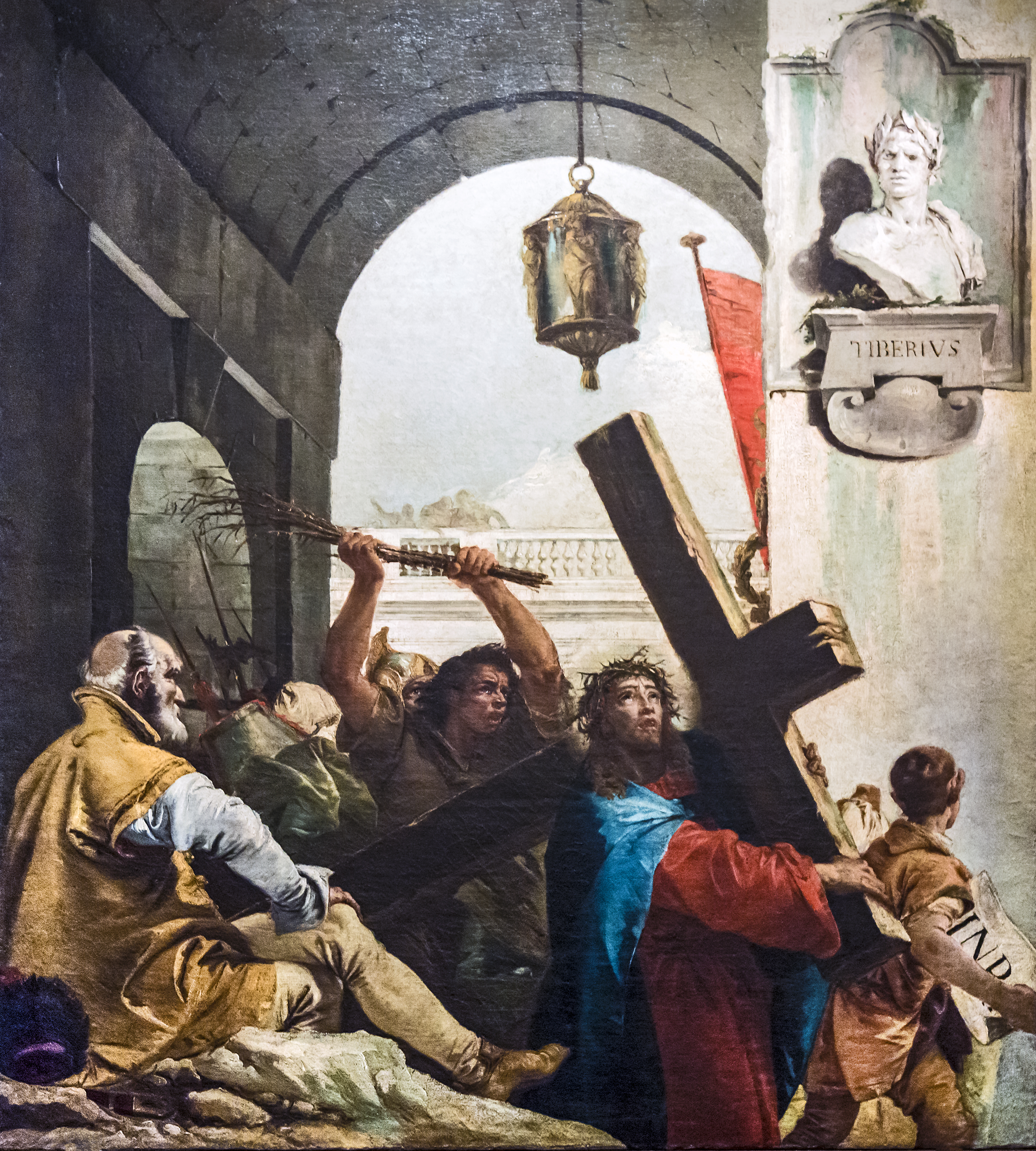
Via Crucis II Jesus nimmt das Kreuz auf seine Schultern
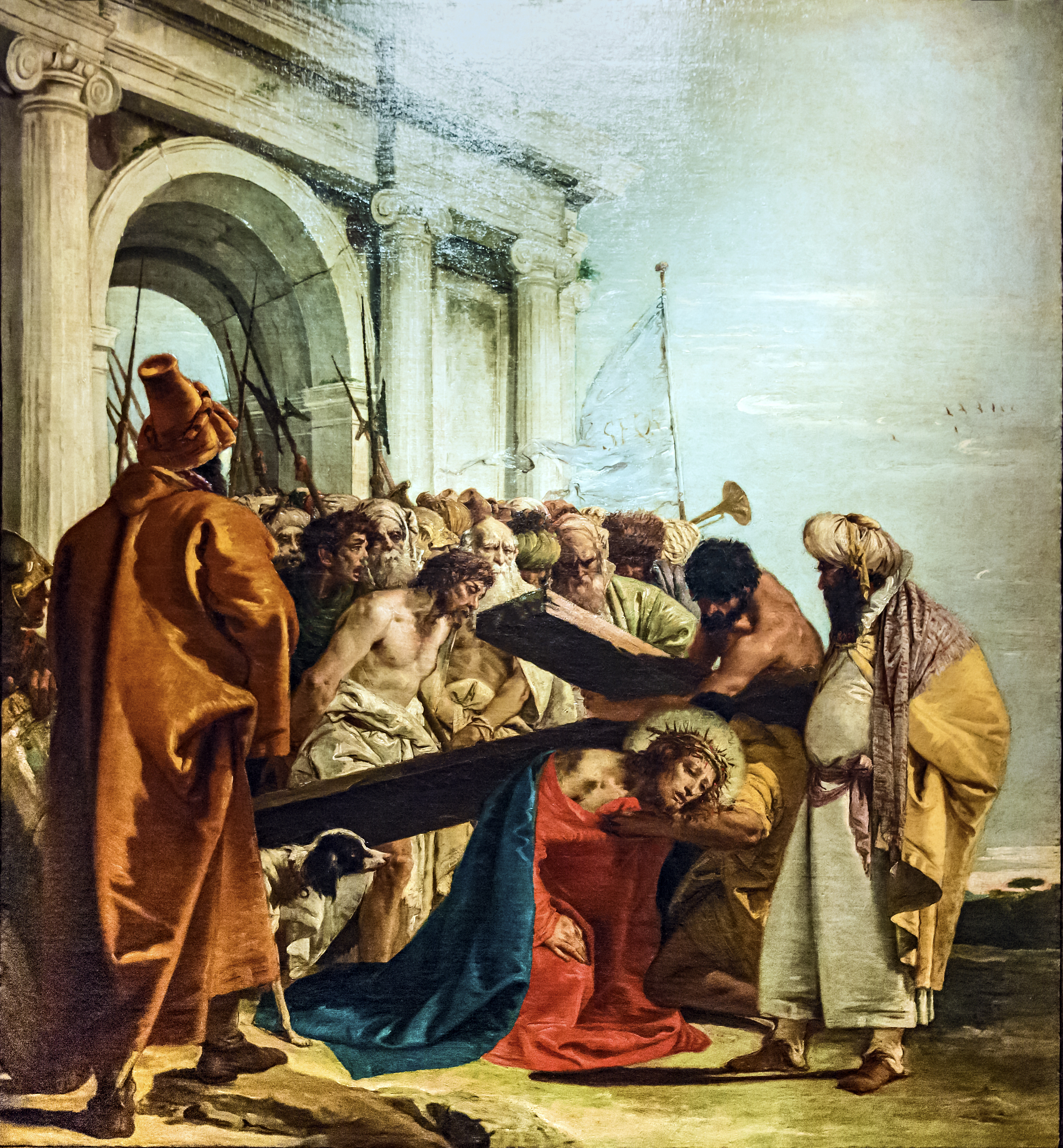
Via Crucis III Jesus fällt zum ersten Mal unter dem Kreuz
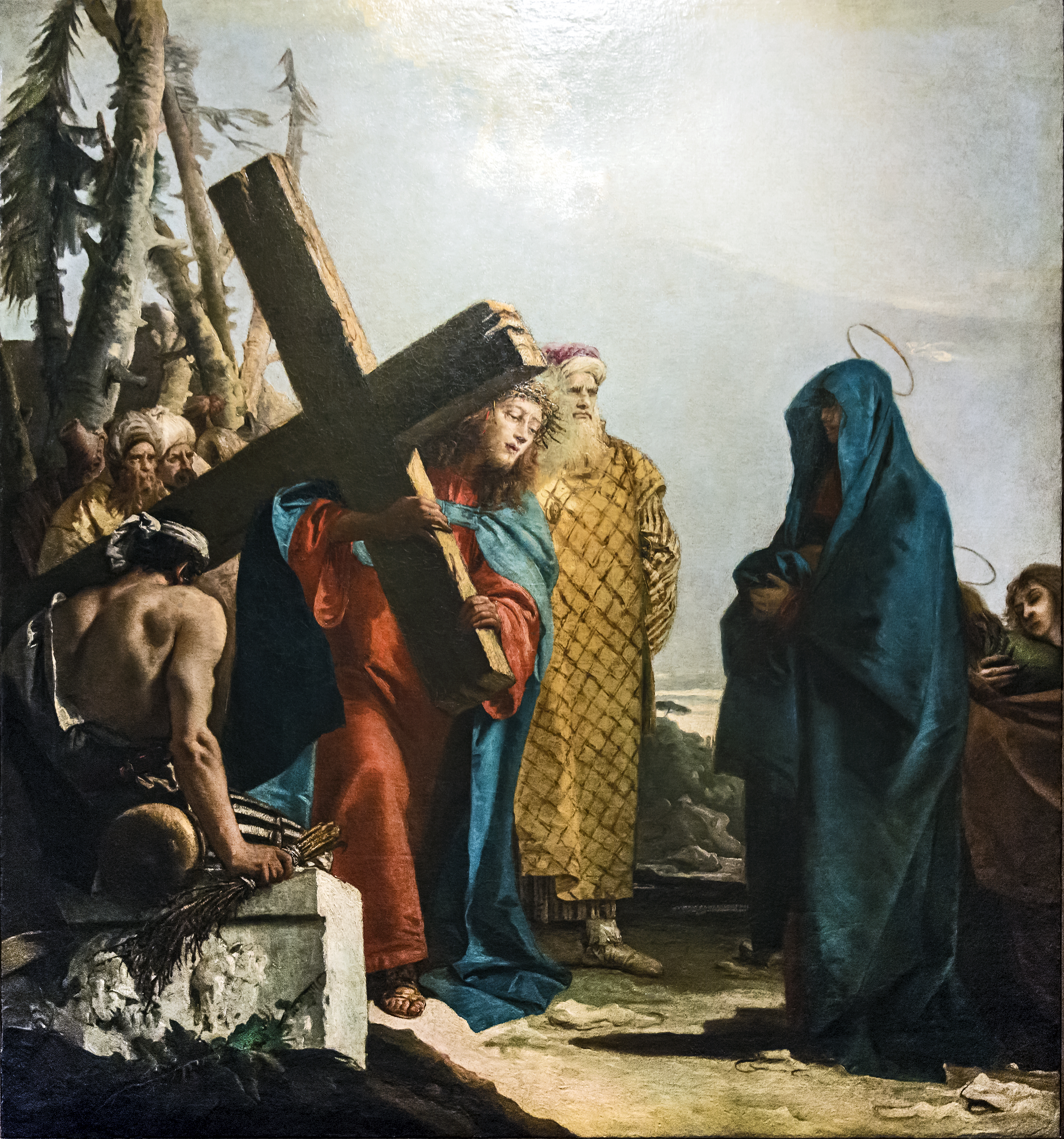
Via Crucis IV Jesus begegnet seiner Mutter
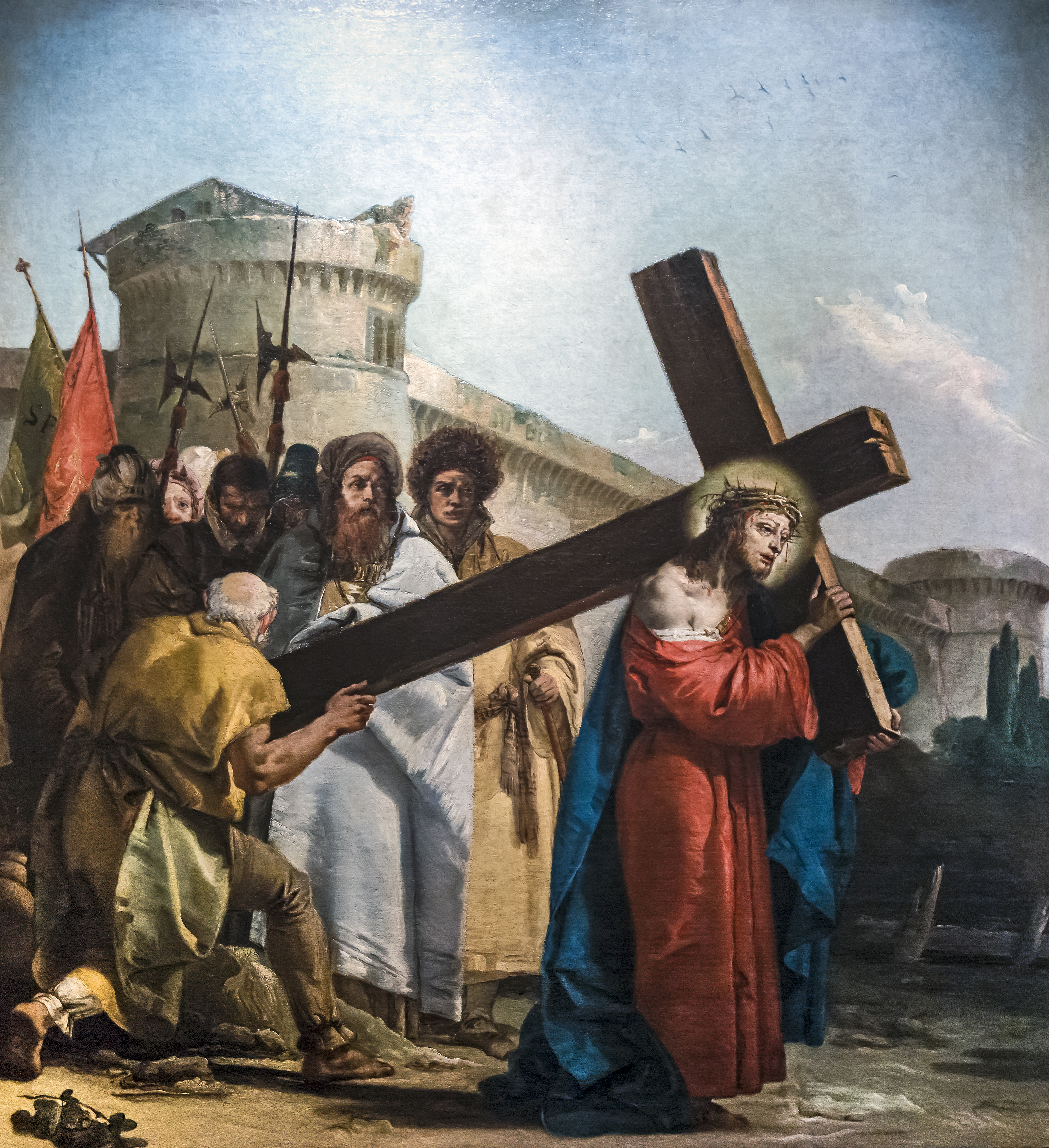
Via Crucis V Simon von Cyrene hilft Jesus das Kreuz tragen
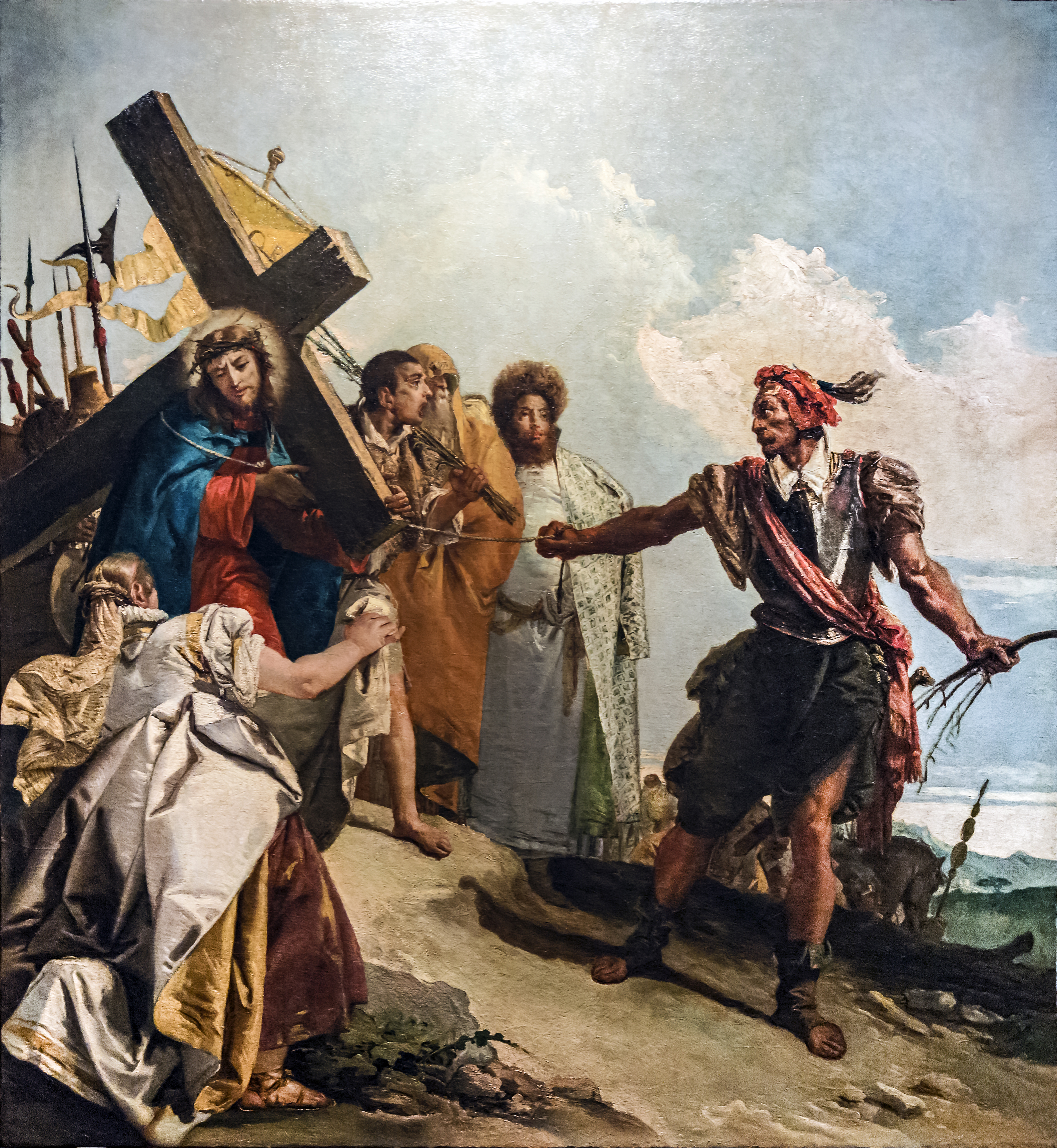
Via Crucis VI Veronika reicht Jesus das Schweißtuch
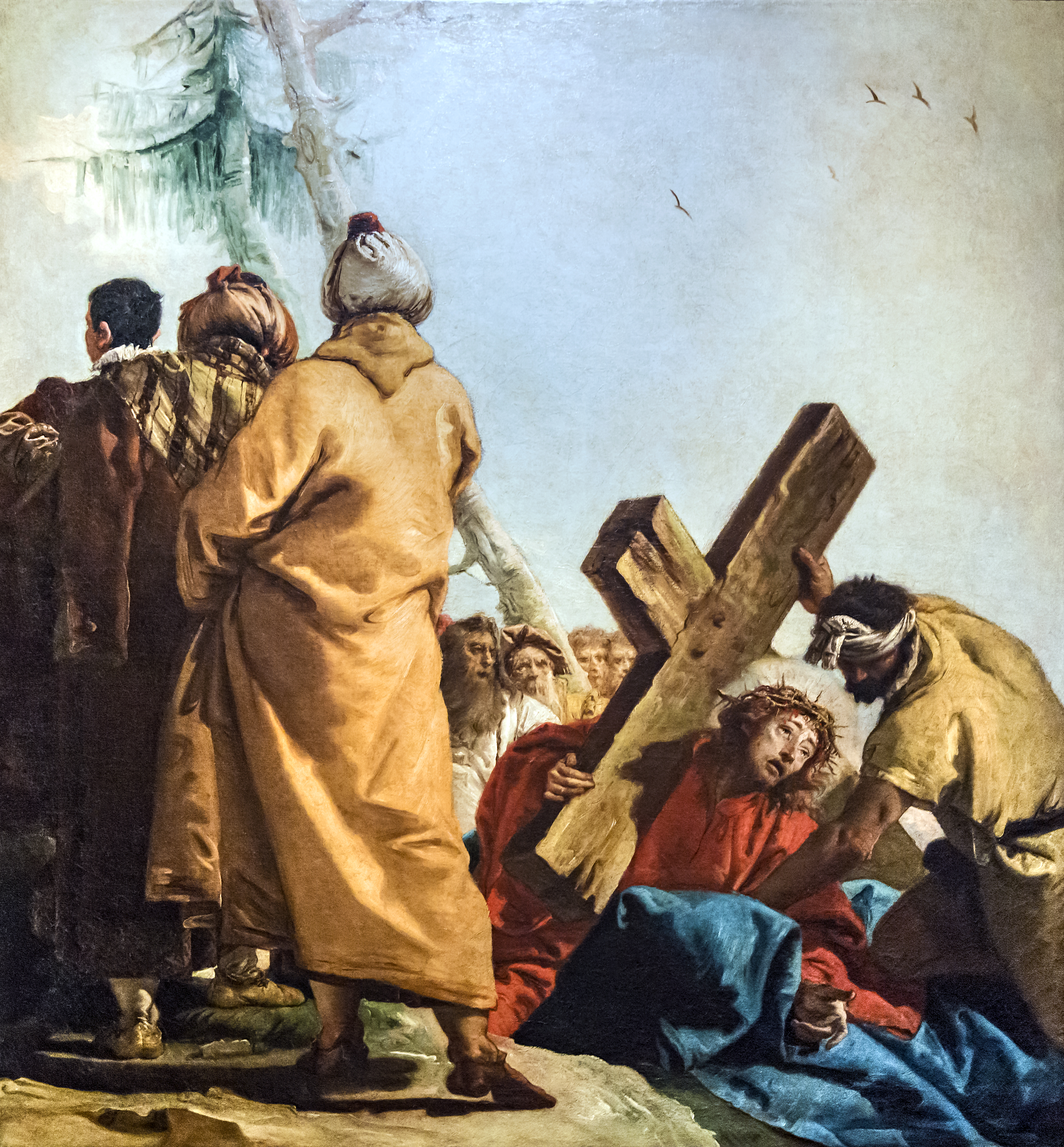
Via Crucis VII Jesus fällt zum zweiten Mal unter dem Kreuz
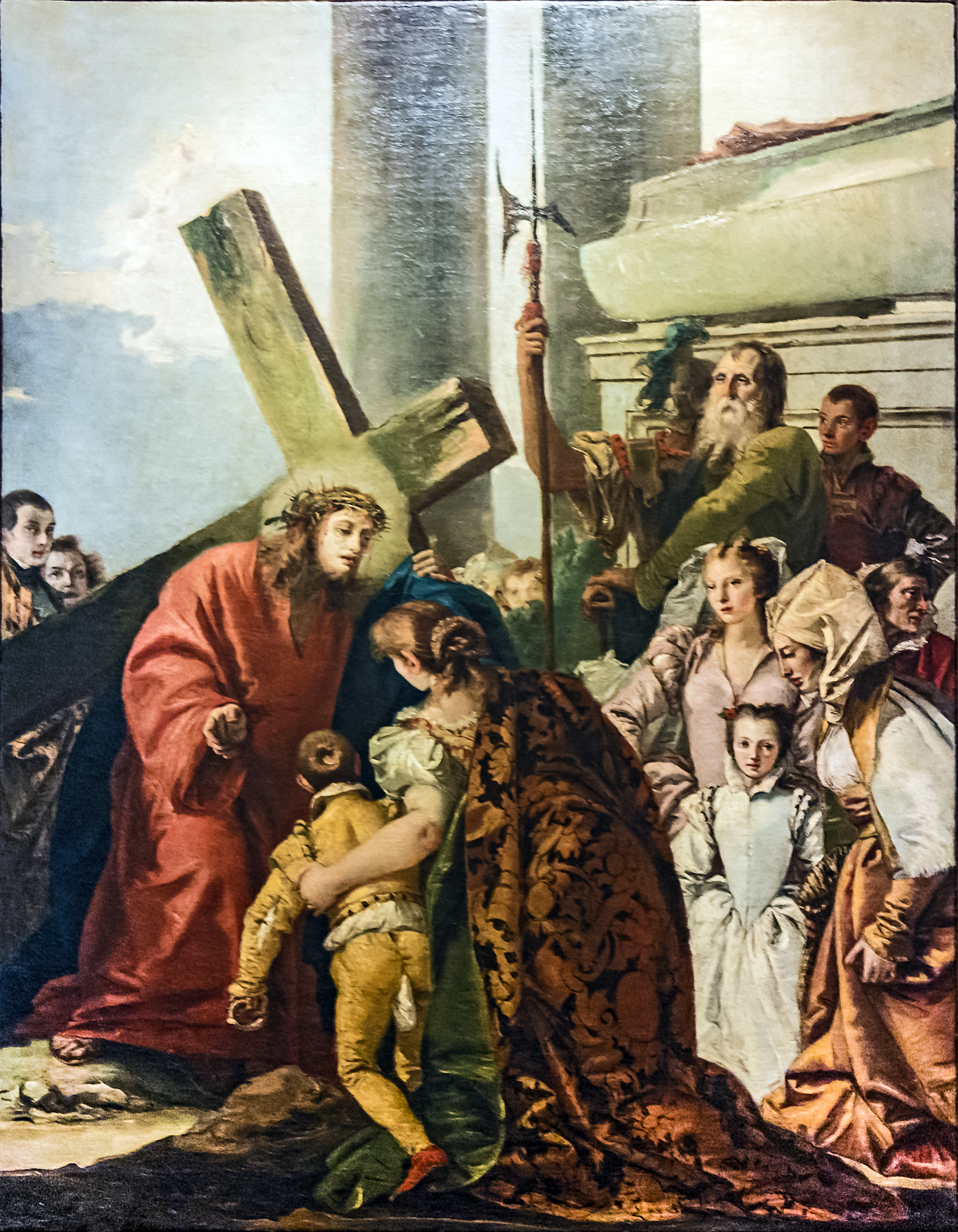
Via Crucis VIII Jesus begegnet den weinenden Frauen
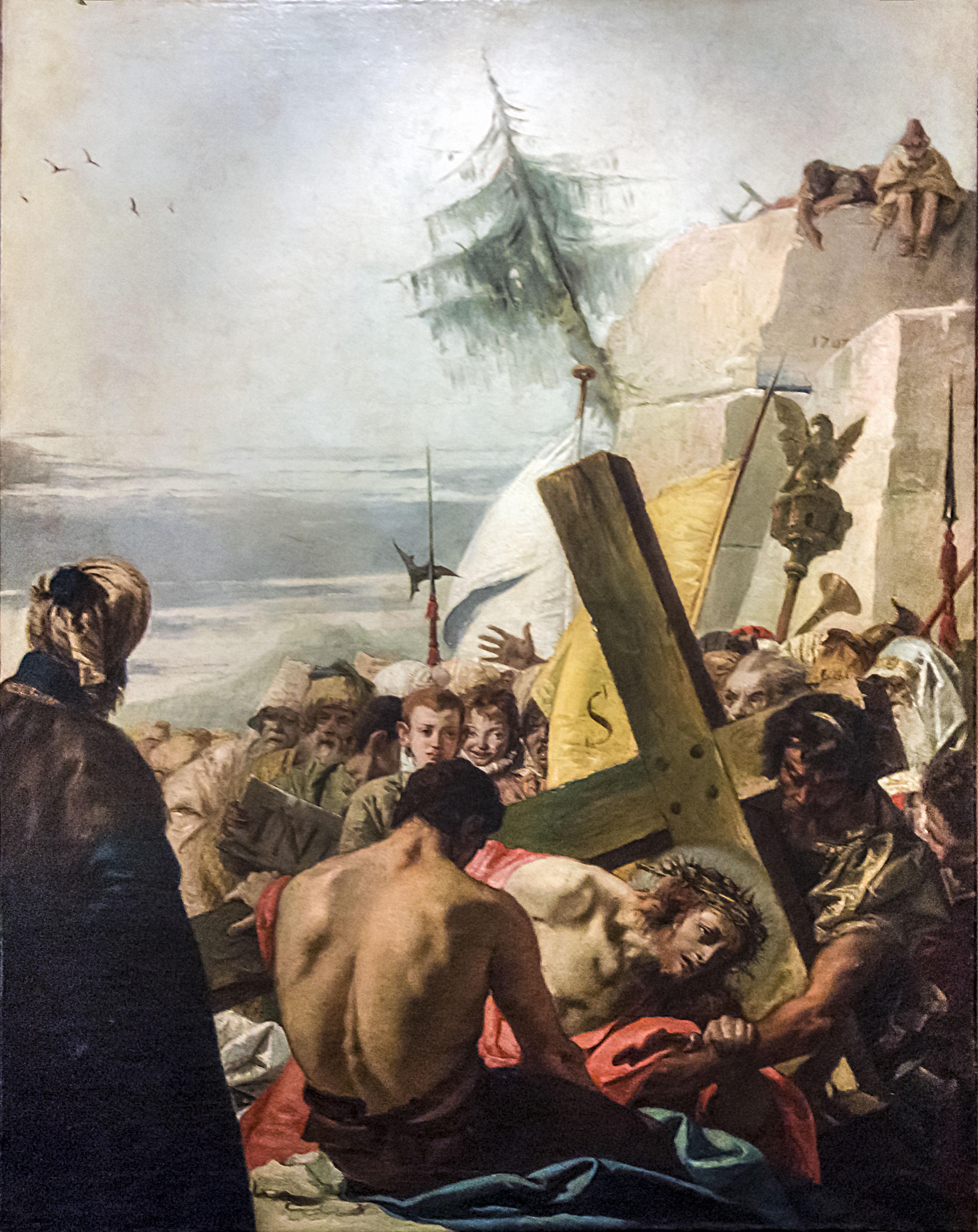
Via Crucis IX Jesus fällt zum dritten Mal unter dem Kreuz
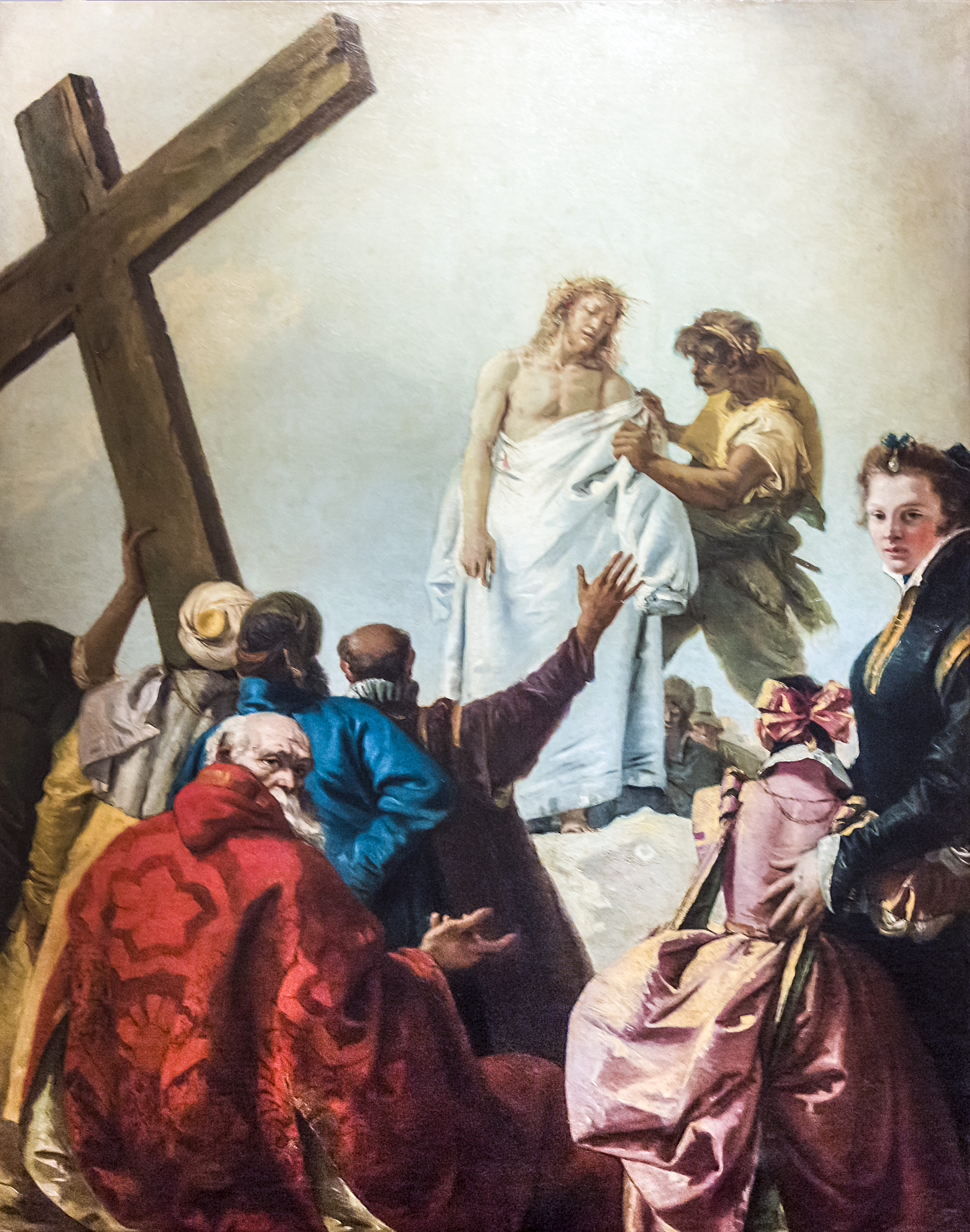
Via Crucis X Jesus wird seiner Kleider beraubt
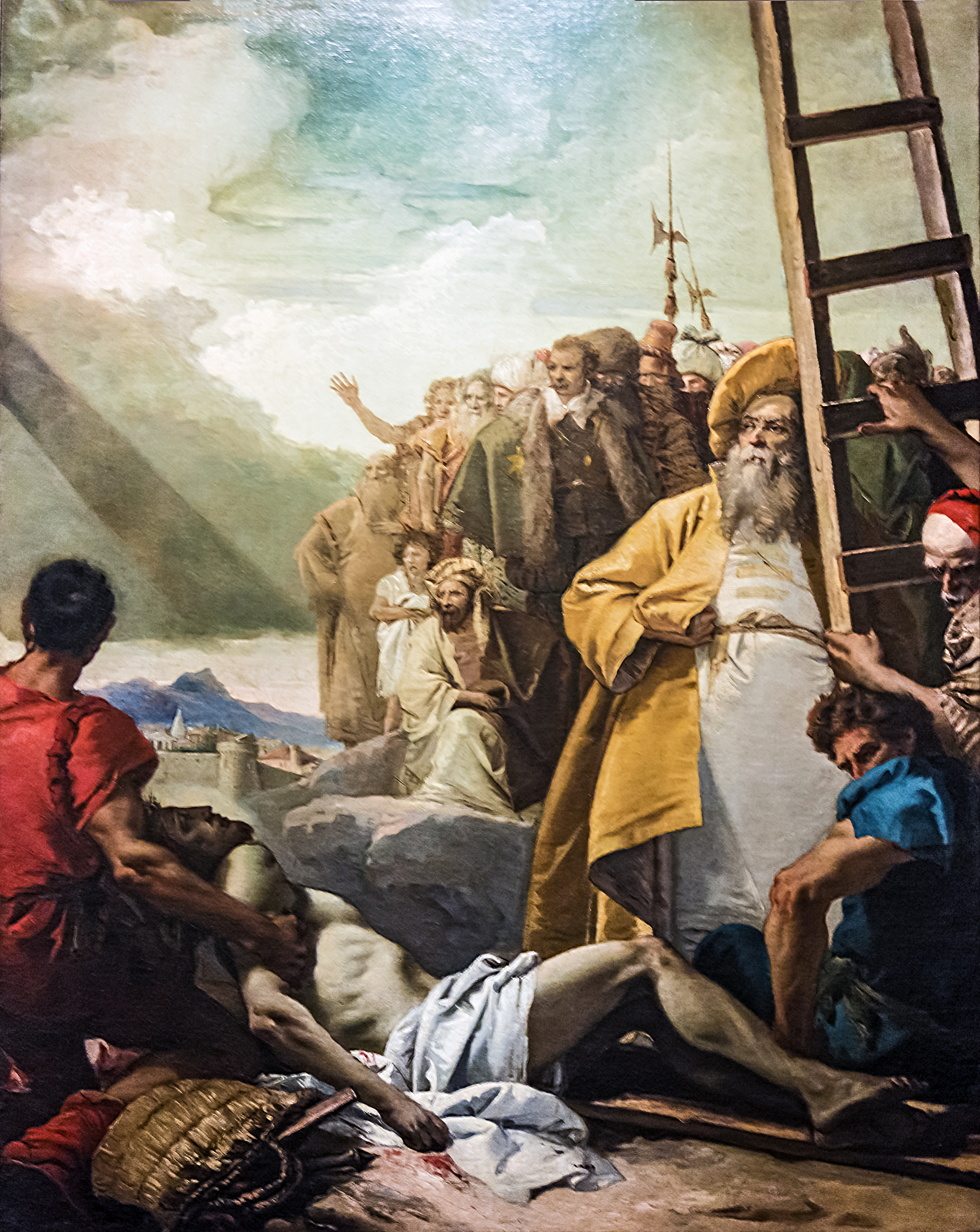
Via Crucis XI Jesus wird ans Kreuz genagelt
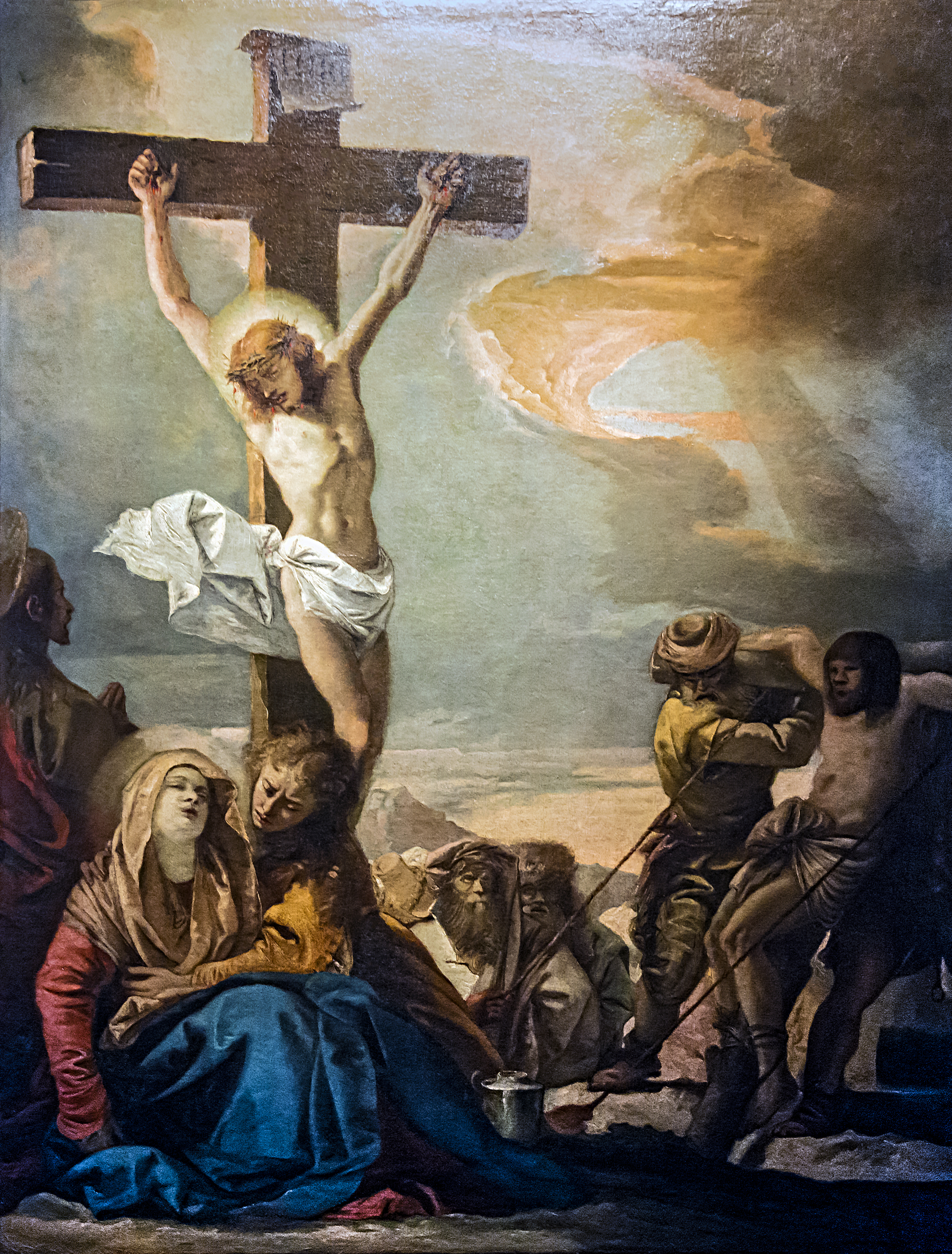
Via Crucis XII Jesus stirbt am Kreuz
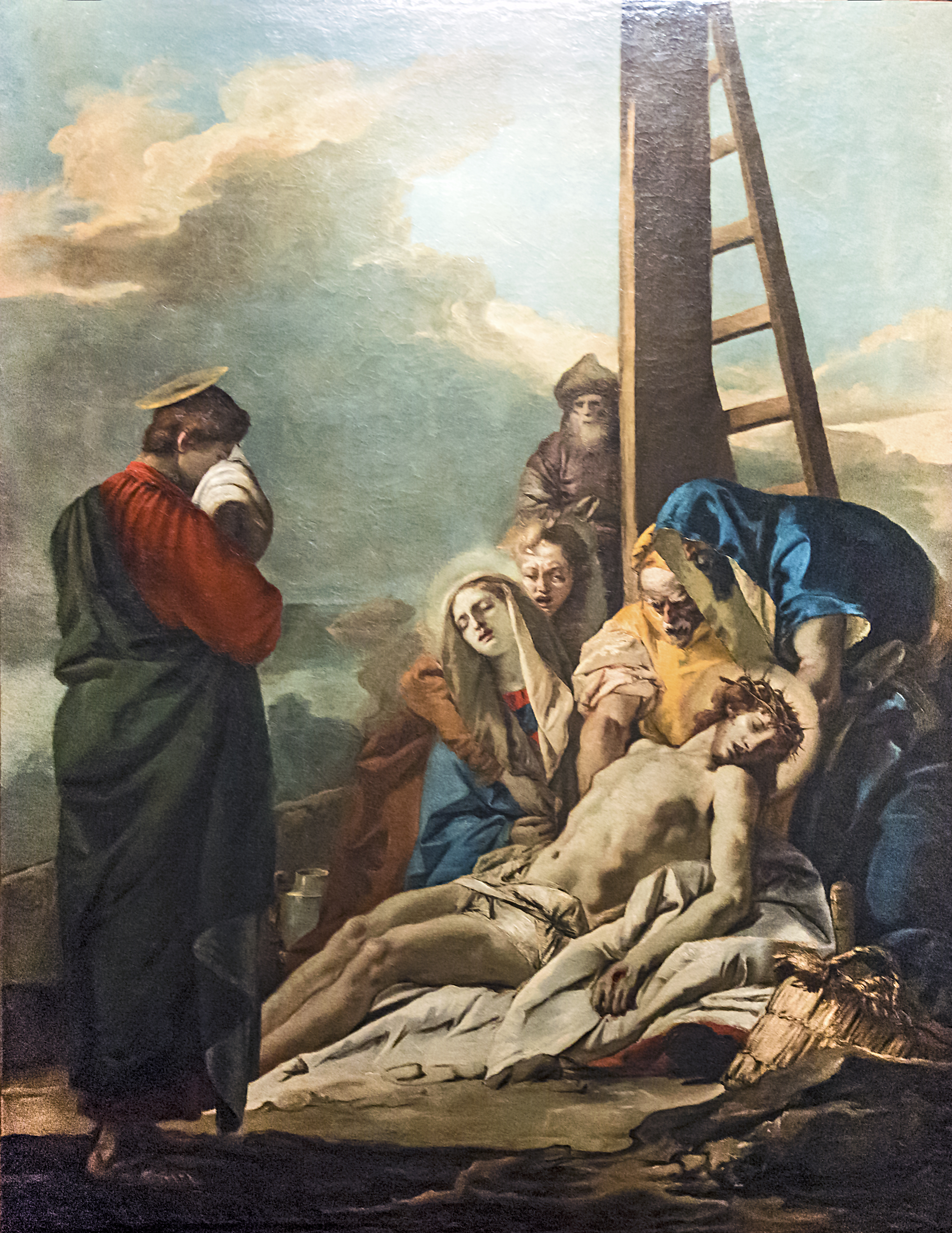
Via Crucis XIII Jesus wird vom Kreuz genommen und in den Schoß seiner Mutter gelegt
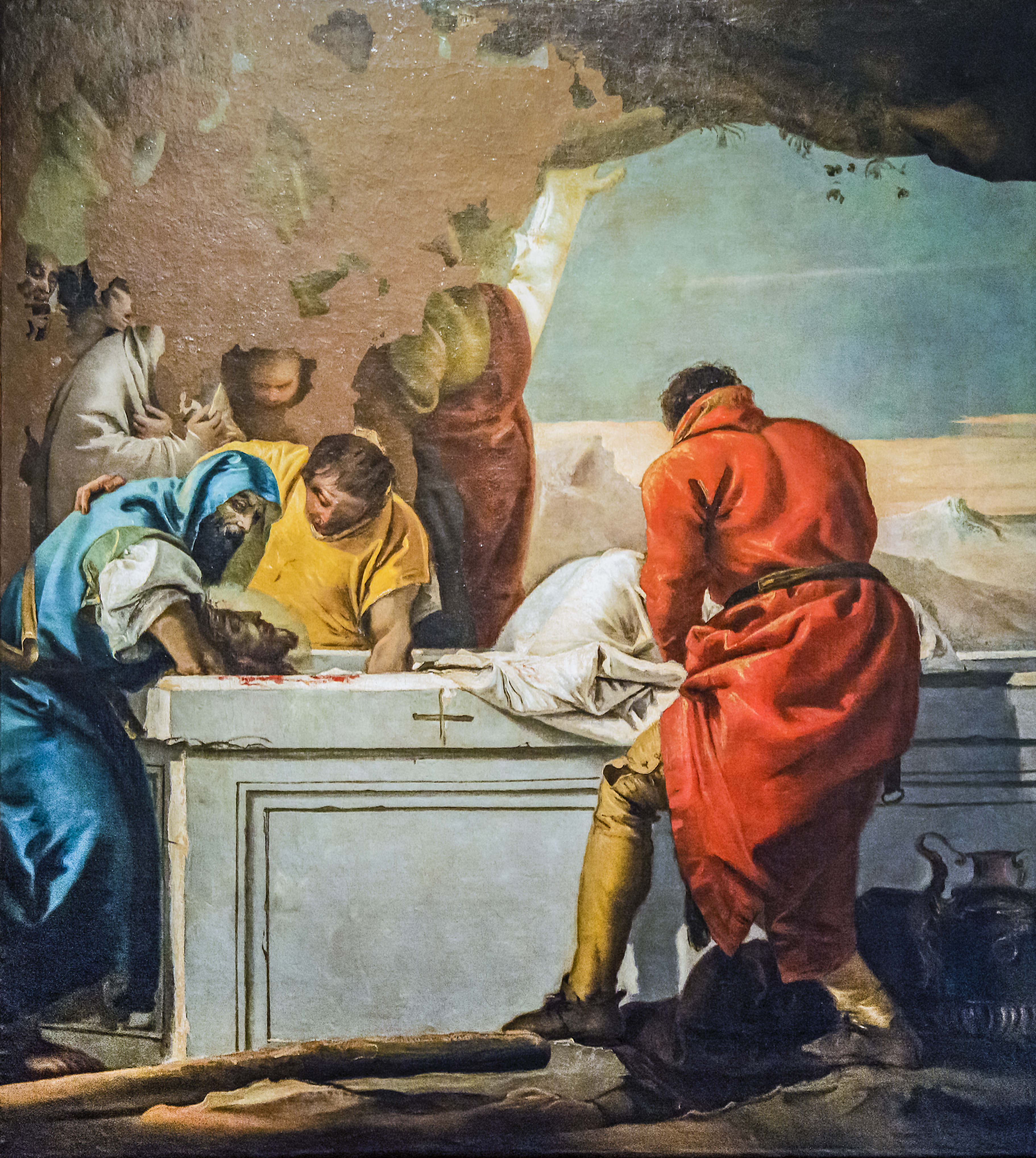
Via Crucis XIV Der heilige Leichnam Jesu wird ins Grab gelegt.